# Pietro Orsi
Pietro Fortunato Maria Orsi (Acqui Terme, 16 aprile 1863 – Venezia, 30 marzo 1943) è stato uno storico e politico italiano.

## Biografia
Di famiglia nobile, era figlio del conte Alessandro e di Virginia Clerici, fratello, tra gli altri, di Delfino.
Nel 1884 si laureò in lettere a Torino. Trasferitosi a Venezia, intraprese la carriera accademica, insegnando storia moderna a Padova e, dal 1901 al 1938, all'Istituto superiore di commercio di Venezia, dove tenne le cattedre di storia politica e diritto corporativo. Dal 1919 fu membro dell'Istituto veneto di scienze, lettere ed arti, inoltre fu socio corrispondente dell'Accademia rumena e della Società ungherese di storia.
In parallelo alla carriera di studioso vi fu quella politico amministrativa: sedette nel consiglio comunale di Venezia dal 1899 al 1905, fu prosindaco e, nel 1926, commissario straordinario della città lagunare, prima di assumere la carica di podestà (1926-1929).
Per breve tempo deputato del Regno nella XXIII legislatura, iscritto al Partito Nazionale Fascista dal 1923, il 6 aprile 1934 fu nominato Senatore.